# آل التوم (البيضاء)

تعديل مصدري - تعديل

آل التوم هي إحدى قرى عزلة مذوقين بمديرية البيضاء التابعة لمحافظة البيضاء، بلغ تعداد سكانها 729 نسمة حسب تعداد اليمن لعام 2004.